# Championnat d'Amérique du Nord féminin de volley-ball 2015
Navigation
Édition précédente Édition suivante
Le Championnat d'Amérique du Nord féminin de volley-ball 2015 est la vingt-quatrième édition du championnat d'Amérique du Nord féminin de volley-ball. Il se déroule du 27 septembre 2015 au 2 octobre 2015 à Morelia dans le Michoacán, au Mexique. Il a mis aux prises les huit meilleures équipes continentales et sacré les États-Unis pour la huitième fois.

## Équipes présentes
Les neuf équipes qualifiées sont l'équipe hôte, le Mexique, les six équipes les mieux classées au classement continental NORCECA le 1er janvier 2015 (dont le Mexique fait partie) et les trois équipe championnes des zones
Amérique centrale (AFECAVOL), Caraïbes est (ECVA) et Caraïbes (CAZOVA),. Néanmoins l'équipe de St. Lucia ne participe finalement pas au tournoi, et seules huit équipes participent au tournoi final.
| - Mexique (hôte, 6e) - États-Unis (1er) - République dominicaine (2e) - Porto Rico (3e) - Cuba (4e) | - Canada (5e) - Trinité-et-Tobago (7e, CAZOVA) - Costa Rica (8e, AFECAVOL) - Sainte-Lucie (9e, ECVA) |

## Compétition
La compétition se joue en deux phases. D'abord un tour préliminaire, du 27 au 29 septembre où les équipes sont réparties en deux poules de quatre équipes. Chaque équipe rencontre toutes les équipes de sa poule. 
Vient ensuite la phase de classement, qui se déroule en plusieurs étapes. Alors que les deux équipes qui terminent premières de leur poule sont directement qualifiées pour les demi-finales, les deuxièmes et troisièmes s'affrontent lors de matchs « de barrage » dont les vainqueurs se qualifient pour les demi-finales alors que les deux perdants jouent le tournoi de classement pour les places 5 à 8. Classiquement les vainqueurs des demi-finales s'affrontent en finale pour le titre pendant que les perdants jouent une petite finale pour la troisième places. Les deux demi-finalistes éliminés jouent contre les quatrièmes de poule, puis les vainqueurs s'affrontent pour la cinquième place et les perdants pour la septième,.

### Tour préliminaire
Les critères de classement des poules sont d'abord le nombre de victoires, puis en cas d'égalité le nombre de points, puis le ratio points gagnés sur points perdus, puis le ratio sets gagnés sur sets perdus et enfin le résultat lors de la confrontation entre les deux équipes.
Les points sont attribués comme suit :
Pour un score de 3-0, cinq points pour le vainqueur, et aucun pour le perdant; pour un score de 3-1, quatre points pour le vainqueur et un pour le perdant; pour un score de 3-2, trois points pour le vainqueur et deux pour le perdant.
Les trois premiers jours de compétition sont consacrés aux phases de poule, :

#### Composition des poules
| Poule A                           | Poule B                                                     |
| --------------------------------- | ----------------------------------------------------------- |
| États-Unis Cuba Canada Costa Rica | Mexique République dominicaine Porto Rico Trinité-et-Tobago |

#### Poule A
| # | Équipe     | Pts | J | G | Gt | Pt | P | Sp | Sc | Ratio | Pp  | Pc  | Ratio |
| 1 | États-Unis | 15  | 3 | 3 | 0  | 0  | 0 | 9  | 0  | MAX   | 230 | 152 | 1.513 |
| 2 | Canada     | 8   | 3 | 1 | 1  | 0  | 1 | 6  | 5  | 1.2   | 231 | 216 | 1.069 |
| 3 | Cuba       | 7   | 3 | 1 | 0  | 1  | 1 | 5  | 6  | 0.833 | 241 | 235 | 1.026 |
| 4 | Costa Rica | 0   | 3 | 0 | 0  | 0  | 3 | 0  | 9  | 0     | 126 | 225 | 0.56  |

#### Poule B
| # | Équipe                 | Pts | J | G | Gt | Pt | P | Sp | Sc | Ratio | Pp  | Pc  | Ratio |
| 1 | République dominicaine | 12  | 3 | 2 | 1  | 0  | 0 | 9  | 2  | 4.5   | 253 | 205 | 1.234 |
| 2 | Porto Rico             | 10  | 3 | 1 | 1  | 1  | 0 | 8  | 5  | 1.6   | 282 | 249 | 1.133 |
| 3 | Mexique                | 7   | 3 | 1 | 0  | 1  | 1 | 5  | 6  | 0.833 | 229 | 232 | 0.987 |
| 4 | Trinité-et-Tobago      | 0   | 3 | 0 | 0  | 0  | 3 | 0  | 9  | 0     | 147 | 225 | 0.653 |

### Phase de classement

#### Classement 1-4
|  | Quarts de finale                       | Quarts de finale                  |                            |                            | Demi-finales                     | Demi-finales                     |  |  | Finale                           | Finale                           |
|  | Quarts de finale                       | Quarts de finale                  |                            |                            | Demi-finales                     | Demi-finales                     |  |  | Finale                           | Finale                           |
|  |                                        |                                   |                            |                            |                                  |                                  |  |  |                                  |                                  |
|  | 30.09.15, 25-20 25-14 25-27 25-18      | 30.09.15, 25-20 25-14 25-27 25-18 |                            |                            | 1.10.15, 18-25 25-20 25-23 25-20 | 1.10.15, 18-25 25-20 25-23 25-20 |  |  | 2.10.15, 18-25 25-22 18-25 17-25 | 2.10.15, 18-25 25-22 18-25 17-25 |
|  | 30.09.15, 25-20 25-14 25-27 25-18      | 30.09.15, 25-20 25-14 25-27 25-18 |                            |                            | 1.10.15, 18-25 25-20 25-23 25-20 | 1.10.15, 18-25 25-20 25-23 25-20 |  |  | 2.10.15, 18-25 25-22 18-25 17-25 | 2.10.15, 18-25 25-22 18-25 17-25 |
|  | 30.09.15, 25-20 25-14 25-27 25-18      | 30.09.15, 25-20 25-14 25-27 25-18 | République dominicaine     | 3                          |                                  |                                  |  |  | 2.10.15, 18-25 25-22 18-25 17-25 | 2.10.15, 18-25 25-22 18-25 17-25 |
|  | Porto Rico                             | 3                                 | République dominicaine     | 3                          |                                  |                                  |  |  | 2.10.15, 18-25 25-22 18-25 17-25 | 2.10.15, 18-25 25-22 18-25 17-25 |
|  | Porto Rico                             | 3                                 | Canada                     | 1                          |                                  |                                  |  |  | 2.10.15, 18-25 25-22 18-25 17-25 | 2.10.15, 18-25 25-22 18-25 17-25 |
|  | Cuba                                   | 1                                 | Canada                     | 1                          |                                  |                                  |  |  | 2.10.15, 18-25 25-22 18-25 17-25 | 2.10.15, 18-25 25-22 18-25 17-25 |
|  | Cuba                                   | 1                                 | 1.10.15, 25-20 25-18 25-17 | 1.10.15, 25-20 25-18 25-17 | République dominicaine           | 1                                |  |  |                                  |                                  |
|  | 30.09.15, 22-25 25-15 25-17 21-25 15-8 |                                   | 1.10.15, 25-20 25-18 25-17 | 1.10.15, 25-20 25-18 25-17 | République dominicaine           | 1                                |  |  |                                  |                                  |
|  |                                        | États-Unis                        | 1.10.15, 25-20 25-18 25-17 | 1.10.15, 25-20 25-18 25-17 | 3                                |                                  |  |  |                                  |                                  |
|  | Canada                                 | États-Unis                        | 1.10.15, 25-20 25-18 25-17 | 1.10.15, 25-20 25-18 25-17 | 3                                | 3                                |  |  |                                  |                                  |
|  | Canada                                 | États-Unis                        | 3                          |                            |                                  | 3                                |  |  |                                  |                                  |
|  | Mexique                                | États-Unis                        | 3                          | 2                          |                                  |                                  |  |  |                                  |                                  |
|  | Mexique                                | Porto Rico                        | 0                          | 2                          |                                  |                                  |  |  |                                  |                                  |
|  |                                        | Porto Rico                        | 0                          | Match pour la 3e place     |                                  |                                  |  |  |                                  |                                  |
|  |                                        |                                   |                            |                            |                                  |                                  |  |  |                                  |                                  |
|  | 2.10.15, 25-23 19-25 20-25 17-25       |                                   |                            |                            |                                  |                                  |  |  |                                  |                                  |
|  |                                        |                                   |                            |                            |                                  |                                  |  |  |                                  |                                  |
|  | Canada                                 | 1                                 |                            |                            |                                  |                                  |  |  |                                  |                                  |
|  | Canada                                 | 1                                 |                            |                            |                                  |                                  |  |  |                                  |                                  |
|  | Porto Rico                             | 3                                 |                            |                            |                                  |                                  |  |  |                                  |                                  |
|  | Porto Rico                             | 3                                 |                            |                            |                                  |                                  |  |  |                                  |                                  |

#### Classement 5 à 8
|  | Demi-finales               | Demi-finales               | Demi-finales               | Demi-finales               |                        |         | Match pour la 5e place           | Match pour la 5e place           | Match pour la 5e place           | Match pour la 5e place           |
|  |                            |                            |                            |                            |                        |         |                                  |                                  |                                  |                                  |
|  | 1.10.15, 16-25 18-25 13-25 | 1.10.15, 16-25 18-25 13-25 | 1.10.15, 16-25 18-25 13-25 | 1.10.15, 16-25 18-25 13-25 |                        |         | 1.10.15, 25-18 15-25 15-25 19-25 | 1.10.15, 25-18 15-25 15-25 19-25 | 1.10.15, 25-18 15-25 15-25 19-25 | 1.10.15, 25-18 15-25 15-25 19-25 |
|  | Costa Rica                 | Costa Rica                 | 0                          | 0                          |                        |         | 1.10.15, 25-18 15-25 15-25 19-25 | 1.10.15, 25-18 15-25 15-25 19-25 | 1.10.15, 25-18 15-25 15-25 19-25 | 1.10.15, 25-18 15-25 15-25 19-25 |
|  | Costa Rica                 | Costa Rica                 | 0                          | 0                          |                        |         | 1.10.15, 25-18 15-25 15-25 19-25 | 1.10.15, 25-18 15-25 15-25 19-25 | 1.10.15, 25-18 15-25 15-25 19-25 | 1.10.15, 25-18 15-25 15-25 19-25 |
|  | Mexique                    | Mexique                    | 3                          | 3                          |                        |         | 1.10.15, 25-18 15-25 15-25 19-25 | 1.10.15, 25-18 15-25 15-25 19-25 | 1.10.15, 25-18 15-25 15-25 19-25 | 1.10.15, 25-18 15-25 15-25 19-25 |
|  | Mexique                    | Mexique                    | 3                          | 3                          | Mexique                | Mexique | 1                                | 1                                |                                  |                                  |
|  | 1.10.15, 14-25 14-25 14-25 |                            |                            |                            | Mexique                | Mexique | 1                                | 1                                |                                  |                                  |
|  |                            |                            | Cuba                       | Cuba                       | 3                      | 3       |                                  |                                  |                                  |                                  |
|  | Trinité-et-Tobago          | Trinité-et-Tobago          | Cuba                       | Cuba                       | 3                      | 3       | 0                                | 0                                |                                  |                                  |
|  | Trinité-et-Tobago          | Trinité-et-Tobago          |                            |                            |                        |         |                                  | 0                                |                                  |                                  |
|  | Cuba                       | Cuba                       | 3                          | 3                          |                        |         |                                  |                                  |                                  |                                  |
|  | Cuba                       | Cuba                       | 3                          | 3                          | Match pour la 7e place |         |                                  |                                  |                                  |                                  |
|  |                            |                            |                            |                            |                        |         |                                  |                                  |                                  |                                  |
|  | 1.10.15, 19-25 24-26 24-26 |                            |                            |                            |                        |         |                                  |                                  |                                  |                                  |
|  | Costa Rica                 | Costa Rica                 | 0                          | 0                          |                        |         |                                  |                                  |                                  |                                  |
|  | Costa Rica                 | Costa Rica                 | 0                          | 0                          |                        |         |                                  |                                  |                                  |                                  |
|  | Trinité-et-Tobago          | Trinité-et-Tobago          | 3                          | 3                          |                        |         |                                  |                                  |                                  |                                  |
|  | Trinité-et-Tobago          | Trinité-et-Tobago          | 3                          | 3                          |                        |         |                                  |                                  |                                  |                                  |

## Classement final
Les États-Unis dominent la république Dominicaine en finale et remporte leur troisième titre consécutif, le huitième en tout. Porto Rico complète le podium en s'imposant contre le Canada lors de la petite finale,. Ces quatre équipes se qualifient pour le tournoi qualificatif de la NORCECA pour les Jeux olympiques de Rio (en).
| Place              | Équipe                 |
| ------------------ | ---------------------- |
| Médaille d'or      | États-Unis             |
| Médaille d'argent  | République dominicaine |
| Médaille de bronze | Porto Rico             |
| 4                  | Canada                 |
| 5                  | Cuba                   |
| 6                  | Mexique                |
| 7                  | Trinité-et-Tobago      |
| 8                  | Costa Rica             |

## Distinctions individuelles
À la fin du tournoi, en plus du classement final, des récompenses individuelles sont attribuées et sacre notamment l’attaquante américaine Nicole Fawcett comme meilleure joueuse du tournoi, :
- MVP : Nicole Fawcett
- Meilleure marqueuse : Andrea Rangel (en)
- Meilleure attaquante : Andrea Rangel
- Meilleure contreuse : Lucille Charuk (en)
- Meilleure serveuse : Evelyn Sibaja
- Meilleure passeuse : Niverka Marte
- Meilleure défenseuse : Brenda Castillo
- Meilleure réceptionneuse : Kayla Banwarth
- Meilleure libero : Brenda Castillo